# Graminella lambda
Graminella lambda är en insektsart som beskrevs av Kramer 1965. Graminella lambda ingår i släktet Graminella och familjen dvärgstritar. Inga underarter finns listade i Catalogue of Life.